# إد فيليب
إد فيليب هو سياسي كندي، ولد في 11 مارس 1940 في مونتريال في كندا. حزبياً، نشط في الحرب الديمقراطي الجديد لأونتاريو. وقد انتخب عضو برلمان مقاطعة أونتاريو.